# Шеллинг, Иде
Иде Шеллинг (нидерл. Ide Schelling); (род. 6 февраля 1998, Гаага) — нидерландский профессиональный шоссейный велогонщик, выступающий c 2020 года за команду мирового тура  «Bora-Hansgrohe».

## Карьера
В 2017-2019 годах выступал за нидерландскую континентальную велокоманду SEG Racing Academy. С 1 января 2020 года велогонщик присоединяется к команде мирового тура Bora-Hansgrohe, контракт рассчитан на два года (2020 и 2021).

## Достижения
2015
1-й — Этап 1 Sint-Martinusprijs Kontich (юниоры)
3-й Ronde des vallées (юниоры)
2016
1-й  Ronde des vallées (юниоры) — Генеральная классификация 
1-й — Этап 1
1-й — Этап 1 Гран-при Рублиланда (юниоры)
2-й Tour de Haute-Autriche juniors (юниоры)
7-й Чемпионат мира — Групповая гонка (юниоры)
2018
2-й Ronde van Zuid-Holland
4-й Льеж — Бастонь — Льеж U23
2019
6-й Ronde de l'Isard — Генеральная классификация
8-й Джиро дель Валле-д’Аоста — Генеральная классификация
1-й — Этап 1